# 森田功
森田 功（もりた いさお、大正15年（1926年）6月16日 - 平成10年（1998年）3月3日）は、日本の医師・作家。

## 生涯
大正15年（1926年）6月16日三重県一志郡竹原村（美杉村竹原宝生を経て現三重県津市）に生まれる。父は竹原村村長を務める森田治と母きみの四男として誕生した。昭和8年（1933年）竹原尋常小学校に入学した。小学校時代成績は万年2位、悪童5人組の年長者で腕白だったと伝えられる。昭和14年（1939年）三重県立第一中学（現三重県立津高等学校）の受験に失敗、1浪後の翌年入学した。昭和20年（1945年）旧制広島高等学校理科に入学したが、8月6日軍需工場で労働作業中に被爆し、3日後三重の実家へ帰郷した。『被爆して亡くなった級友に申し訳ない』との気持ちを終生持ち、自分自身も原因不明の大出血で入退院を繰り返したと伝えられる。被爆体験は自身に強く影響し、白血病の発病を心配していた。後に順天堂大学医学部在籍中、白血病を研究テーマの1つに選び、小説『無医村医者』の中でも白血病患者のことを取り上げている。
昭和24年（1949年）三重県立医科大学（現三重大学医学部）に入学した。大学合格は、試験前に下宿で可愛がっていた猫が厠に落ち、森田の代わりに猫が落ちたと言われた。昭和28年（1953年）同大学を卒業したが、卒業記念写真集を買えないほどギリギリの生活をしていた。昭和30年（1955年）順天堂大学医学部病理学教室（伴俊男教授指導）に入局。昭和36年（1961年）3月医学博士号を取得し、病理学教室講師に昇任した。また、同年4月順天堂在職のまま三鷹台診療所を開業し、昭和42年（1967年）順天堂大学を辞し、診療所医療に専念した。
この間、昭和35年（1960年）靖子夫人と結婚し、1男2女を儲ける。また、昭和51年（1976年）50歳を機に文筆活動を開始し、9月処女作『無医村医者』を発表、昭和53年（1978年）12月順天堂大学病理学教室を舞台にした『冥府の鬼手』を、翌年5月『診療所の四季』を発表した。この3作は皆実功のペンネームを用いたが、以後の作品は本名森田功で発表した。昭和61年（1986年）日本文芸家協会会員になり、翌昭和62年（1987年）『残像』で第21回北日本文学賞を受賞した。平成10年（1998年）3月3日大腸癌により死去。

## 交友関係
- 伴俊男：順天堂大学医学部病理学教室教授
- 岡田孝男：順天堂大学医学部病理学教室講師、後に順天堂大学医学部初代臨床病理研究所責任者

## 論文
- 博士論文「ナイトロミン(Nitrogen mustard N-oxide)の毒作用と耐性発現との関係」1961年

(伴俊男教授指導論文）
- 「所謂骨巨細胞肉腫 齋藤脩・森田功」（29年度日本病理学会誌 43巻）
- 「所謂Weber Cristian症候群の1剖検例 森田功」（31年度順天堂医学雑誌 2(3)）
- 「病理領域への強力超音波の応用 基礎実験 第1報 森田功・和賀井敏夫」（34年度日本病理学会総会）
- 「悪性黒色腫の2剖検例 吉井恒雄・森田功・乾道夫」（35年度日本病理学会誌）
- 「胸腺腫瘍について 吉井恒雄・乾道夫・森田功・齋藤脩」（36年度日本病理学会誌 50巻）
- 「脊椎腫の1剖検例 森田功・高木俊孝・阿部」（36年度日本病理学会誌 50巻）
- 「巨大な後腹膜腫瘍の2剖検例 松本和夫・森田功」（36年度日本病理学会誌 50巻）
- 「副腎皮質腫瘍に就いて 高木俊孝･森田功･岡田孝男･橋本正宣」（37年度日本病理学会総会）

## 著述作品
（著作）
- 無医村医者 医学研究社 1976.9.15
- 冥府の鬼手 毎日新聞社 1978.12.10
- 診療所の四季（母親の健康診断）勁草書房 1979.5.30
- 藪医者のつぶやき 毎日新聞社 1981.9.25
- 白い墓碑銘 毎日新聞社 198.8.25
- 藪医者の本音 毎日新聞社 1986.2.5
- 残像 北日本新聞社 1987.1.1
- やぶ医者の言い分 平凡社 1987.4.15
- やぶ医者のなみだ 毎日新聞社 1989.2.25
- 輝く波形 毎日新聞社 1990.4.10
- やぶ医者の一言 平凡社 1991.3.11
- やぶ医者のねがい 毎日新聞社 1991.9.30
- 草の道の物語 毎日新聞社 1994.10.25
- 首都圏発　リレーエッセイ 中日新聞社（三重版）
  - すずり箱1994.8.11
  - ゴールデンタイム1994.9.8
  - ばかみたい1994.10.6
  - 一俵の木炭1994.11.5
  - 人の欲1994.12.8
- やぶ医者の散歩道 飛鳥新社 1995.4.26
- やぶ医者の正念場 平凡社 1996.11.13
- たかが吐き気（月間健康） 月間健康社 1996.12.1
- 町医者のうでまくり（没後出版） 毎日新聞社 1998.6.25
- 町医者四十年（没後出版） 2000.2.21